# Realms of Arkania: Star Trail
Realms of Arkania: Star Trail is een RPG-computerspel uit 1994 en tweede uit de Realms of Arkania-trilogie. De voorloper is Blade of Destiny, het vervolg Shadows over Riva. Verder is de franchise gebaseerd op het rollengezelschapsspel Het Oog des Meesters.

## Verhaal
Na de mislukte invasie van het orkleger in Blade of Destiny beslist dit om een andere regio aan te vallen.  De speler wordt in de stak Kvirasim door een elfen-ambassadeur aangeworven om het artifact Salamander Stone (salamandersteen) te zoeken. Met dat artefact kunnen de elven en de dwergen een alliantie aangaan om samen te vechten tegen de orks. Verder tracht een ongekende derde partij om deze alliantie te verhinderen door zowel de elven als de dwergen te chanteren met waardevolle voorwerpen.
De queeste gaat door een dwergenmijn die al talloze jaren buiten gebruik is. In die mijn zijn verschillende voorwerpen te vinden en de speler moet een keuze maken welke hij zal meenemen. Indien de correcte voorwerpen worden gevonden, zal men later een zwaardmeester ontmoeten die met die voorwerpen een zwaard maakt. Omdat het zwaard van uiterst goede kwaliteit heeft, wil hij het houden. In ruil geeft hij de salamandersteen.
Daarna krijgt de speler opdracht om naar het meest noordelijke deel van de stad Lowangen te gaan dewelke door orks werd ingenomen. Daar wordt hen de salamandersteen afhandig gemaakt. Bij hun zoektocht naar de steen lopen ze in handen van een sekte die mensen- en elvenoffers brengt. Na een bloedige strijd vindt men twee salamanderstenen en moet er uitgezocht worden welke de echte is. Het noordelijke deel van de stad blijkt verlaten te zijn, maar men vindt wel de godentempel van de sekte. Daar blijkt dat verschillende personen in ijs, steen, ... werden omgetoverd waaronder ook de dwerg-ambassadeur Ingramosch. Na deze terug tot leven te hebben gewekt, blijkt dit een machtig tovenaar te zijn (dewelke ook de derde partij was) en aan gedaantevervorming kan doen. Net wanneer hij een toverspreuk over de speler wil uitspreken, verschijnt plots een grote draak die verslagen moet worden. Dit lukt niet, maar de draak is verwonderd dat de groep het zo lang uithoudt en besluit om hen niet te doden. 
Uiteindelijk kan men met de salamandersteen de tovenaar ook uitschakelen.
Eenmaal buiten wordt de groep opgewacht door de elfenambassadeur die hen naar de elvenstad neemt. In de elfenstad wordt de alliantie met de dwergen opgestart en dankt de elfenkoning de groep voor het succesvol voltooien van de queeste.